# Peucedanum palimboides
Peucedanum palimboides är en flockblommig växtart som beskrevs av Pierre Edmond Boissier. Peucedanum palimboides ingår i släktet siljor, och familjen flockblommiga växter. Inga underarter finns listade i Catalogue of Life.